# David Jirka
David Jirka, född den 4 januari 1982 i Jindřichův Hradec i Tjeckien, är en tjeckisk roddare.
Han tog OS-silver i scullerfyra i samband med de olympiska roddtävlingarna 2004 i Aten.